# L'Impero Ottomano
L'Impero Ottomano (Rise of Empires: Ottoman) è una docuserie turca che narra dell'assedio di Costantinopoli per mano del Sultano ottomano Maometto II, salito al trono ad appena 19 anni.
La serie è un docudrama che alterna scene da serie televisiva ma basate su ricostruzioni storiche, a parti narrate da esperti che illustrano gli eventi e il contesto in cui si presentano. Diretta da Emre Sahin e scritta da Kelly McPherson, la prima stagione, formata da 6 episodi da 45 minuiti circa l'una, è distribuita da Netflix dal 24 gennaio 2020.

## Trama
La serie, dopo una panoramica storica, si apre col futuro sovrano nella sua residenza ad Amasya nel momento in cui viene avvisato da un messaggero che suo padre è morto e che di conseguenza salirà al trono. Il nuovo Sultano può allora portare a termine l'impresa che lo ossessiona fin dall'adolescenza: la conquista dell'ultimo baluardo di cristianità in oriente, Costantinopoli. I preparativi sono molto fastosi: in primis blocca lo Stretto dei Dardanelli con la costruzione della fortezza di Rumeli Hisar, rendendo più pericoloso l'arrivo di rinforzi e rifornimenti alla città bizantina, poi dedica una grande attenzione alla costruzione di una potente artiglieria, circondandosi di esperti da tutta Europa. Il Basileus chiede allora aiuto agli Stati cattolici, tuttavia il suo appello non ottiene la risposta sperata. L'assedio è spietato e moltissimi sono i morti in entrambi gli eserciti, le scene di guerra sono però intervallate a sguardi nel passato, quando il sultano era un adolescente e ai suoi scontri col padre che lo portarono all'esilio come governatore ad Amasya. 
Una seconda stagione della serie è dedicata alla successiva guerra fra l'esercito del Sultano e quello di Vlad III di Valacchia con eventi narrati a partire da otto anni dopo la conquista di Costantinopoli.

## Episodi

### Prima stagione
La Conquista di Costantinopoli.
1. Il nuovo Sultano: dopo essere salito al trono, il giovane Sultano ottomano fa subito comprendere le sue intenzioni, mentre Costantino XI riceve il sostegno di mercenari genovesi.
2. Attraverso le mura: Maometto II avvia l'assedio della città usando enormi cannoni per sgretolare la cinta muraria che mai nessuno era riuscito a penetrare, ma Giustiniani riesce a neutralizzare gli attacchi degli assalitori.
3. Nel Corno d'Oro: nel tentativo di far crollare la cinta muraria, il Sultano assolda dei minatori serbi affinché scavino dei tunnel sotto ad essa, ma i Bizantini prendono le dovute contromisure.
4. Taci, il nemico ti ascolta: Maometto II tenta un'audace impresa che deve essere svolta nel massimo riserbo: far passare la propria flotta su terra in modo da aggirare la catena che chiude il Corno d'Oro. Giustiniani tenta un disperato attacco alla flotta nemica usando il fuoco greco.
5. Antiche profezie: i combattimenti infuriano, provocando morti e feriti in entrambi gli schieramenti. Il sovrano ottomano propone un accordo a Giustiniani mentre il Gran Visir spinge il Sultano a chiedere una tregua.
6. Cenere alla cenere: i cannoni ottomani riducono in macerie le mura e Maometto II lancia l'offensiva finale; i rinforzi veneziani arrivano in ritardo e il Sultano inaugura una nuova era per la Sublime Porta.

### Seconda stagione
Mehmet vs Vlad (2022).
1. Verso la guerra: Mehmed II consolida il suo regno, ma nella vicina Valacchia l'amico d'infanzia Vlad l'Impalatore acquista notorietà e intende sfidare la sua egemonia.
2. Acque agitate: Mehmed invia Maria dal re ungherese Mattia Corvino per convincerlo a stringere un'alleanza. Un'epica battaglia incombe lungo il Danubio e Vlad ha un vantaggio.
3. La terra di Dracula: Le truppe di Mehmed avanzano in Valacchia e Vlad impiega tattiche di guerriglia per indebolire il rivale. Una minaccia è in agguato al palazzo imperiale.
4. Non più fratelli: Mentre la guerra si protrae e le risorse diminuiscono, Vlad dà inizio a una guerra biologica contro Mehmed. Radu si avvicina al castello di Vlad per prendere in ostaggio Anastasia.
5. Attacco notturno: Mehmed si prepara a sferrare un colpo fatale all'esercito di Vlad. Una spia è scoperta nel campo di Mehmed. Vlad lancia un attacco notturno, ma lo attende una sorpresa.
6. Destino: Vlad e Mehmed si scontrano. Maria e Gülbahar sventano il complotto valacco. Le truppe ottomane entrano in una Târgoviște desolata e assistono a una scena raccapricciante.